# Hilary Baumann Hacker
Hilary Baumann Hacker (* 10. Januar 1913 in New Ulm, Minnesota, USA; † 6. November 1990) war ein US-amerikanischer Geistlicher und römisch-katholischer Bischof von Bismarck.

## Leben
Hilary Baumann Hacker empfing am 4. Juni 1938 das Sakrament der Priesterweihe.
Am 29. Dezember 1956 ernannte ihn Papst Pius XII. zum Bischof von Bismarck. Der Erzbischof von Saint Paul, William Otterwell Brady, spendete ihm am 27. Februar 1957 die Bischofsweihe; Mitkonsekratoren waren der Bischof von Crookston, Francis Joseph Schenk, und der Bischof von Boise, James Joseph Byrne.
Am 28. Juni 1982 trat Hilary Baumann Hacker als Bischof von Bismarck zurück.